# Байрацьке газоконденсатне родовище
Байрацьке газоконденсатне родовище — газоконденсатне родовище, що належить до Глинсько-Солохівського газонафтоносного району Східного нафтогазоносного регіону України.

## Опис
Розташоване в Полтавській області на відстані 22 км від м. Полтава.
Знаходиться в приосьовій зоні центр. частини Дніпровсько-Донецької западини.
Структура виявлена в 1958 р. і являє собою асиметричну брахіантикліналь північно-західного простягання, ускладнену поперечними та поздовжніми скидами амплітудою 25-130 м, її розміри по ізогіпсі — 4600 м 3,6х2,7 м, амплітуда понад 100 м. У 1992 р. з верхньосерпуховських відкладів з інт. 4682-4686 м отримано фонтан газу дебітом 933 тис. м³ і конденсату — 102 т на добу через штуцер діаметром 14 мм.
Поклади пластові, склепінчасті, тектонічно екрановані. Режим покладів газовий. Запаси початкові видобувні категорій А+В+С1: газу — 1640 млн. м³; конденсату — 100 тис. т.